# Jennifer Elise Cox
Pour les articles homonymes, voir Cox.
Jennifer Elise Cox est une actrice américaine née le 29 novembre 1969 à New York.

## Filmographie
- 1995 : La Tribu Brady (The Brady Bunch Movie) de Betty Thomas : Jan Brady
- 1996 : Un week-end à la campagne (A Weekend in the Country) (TV) : Arista Farrell
- 1996 : Les Nouvelles aventures de la famille Brady (A Very Brady Sequel) : Jan Brady
- 1996 : Les Enfants du diable (Sometimes They Come Back... Again) : Jules Martin
- 1998 : Las Vegas Parano (Fear and Loathing in Las Vegas) : Shopper
- 1999 : Sagamore (TV) : Shelly
- 1999 : En direct sur Edtv (Edtv) de Ron Howard : College Girl
- 1999 : Forever Fabulous : Corinne Daly
- 2000 : Dropping Out : Mellissa
- 2000 : The Independent (en) de Stephen Kessler : Telluride Booth Girl
- 2000 : Hype (série télévisée) : Various
- 2001 : Hitclown : Clown
- 2001 : Storytelling : Musical Theatre Actress - Fiction
- 2003 : Testosterone : Sharon, the Perky Chick
- 2004 : Straight-Jacket : Betty Bright
- 2005 : Rainbow's End : Boss
- 2005 : Ma sorcière bien-aimée (Bewitched) : Auditioning Actress
- 2005 : Hard Pill : Tanya
- 2006 : The Enigma with a Stigma : Theresa Herman
- 2006 : Pledge This: Panique à la fac ! de William Heins et Strathford Hamilton
- 2010 : Pretty (TV) : Lucy Devonshire
- 2010 : Le Plan B (The Back-up Plan) : Vendeuse de Babyland
- 2010 : Pretty Parts (voix)
- 2010 : Svetlana (série télévisée) : Crystal Meth
- 2010 : Evil Shrink (vidéo) : Molly
- 2011 : Poolboy: Drowning Out the Fury : Rita
- 2011 : Balls to the Wall : Horny Lady
- 2011 : Un mari à louer (Hollyday Engagement) (TV) : Connie
- 2012 : Eating Out 5: The Open Weekend: La réceptionniste de l'hôtel
- 2012 : Les Chiots Noël, la relève est arrivée (Santa Paws 2 : The Santa Pups) : Blue Bright
- 2014 : De retour vers Noel (Correcting Christmas) : Ginny
- depuis 2014 : Idiotsitter : Tanzy Russell